# Achyranthes
Achyranthes is een geslacht uit de amarantenfamilie (Amaranthaceae). De soorten komen voor in (sub)tropische gebieden van de Oude Wereld.

## Soorten
- Achyranthes ancistrophora C.C.Towns.
- Achyranthes arborescens R.Br.
- Achyranthes aspera L.
- Achyranthes bidentata Blume
- Achyranthes coynei Santapau
- Achyranthes diandra Roxb.
- Achyranthes fasciculata (Suess.) C.C.Towns.
- Achyranthes mangarevica Suess.
- Achyranthes marchionica F.Br.
- Achyranthes margaretarum de Lange
- Achyranthes mutica A.Gray ex H.Mann
- Achyranthes shahii M.R.Almeida & S.M.Almeida
- Achyranthes splendens Mart. ex Moq.
- Achyranthes talbotii Hutch. & Dalziel

... · 
Achyranthes · 
Aerva ·
Alternanthera ·
Amaranthus (Amarant) · 
Atriplex (Melde) · 
Axyris · 
Bassia (Zoutkruid) · 
Beta (Biet) · 
Blitum (Spiesganzenvoet) · 
Celosia · 
Chenopodium (Ganzenvoet) · 
Corispermum (Vlieszaad) · 
Dysphania · 
Halimione (Zoutmelde) · 
Halocnemum · 
Halothamnus · 
Haloxylon · 
Kochia · 
Krascheninnikovia · 
Polycnemum (Knarkruid) · 
Patellifolia · 
Ptilotus · 
Pupalia ·
Salicornia (Zeekraal) · 
Salsola (Loogkruid) · 
Spinacia · 
Suaeda · 
Traganum · 
...